# Démographie de la Grèce
 (juillet 2017).
La Grèce a une population recensée de 10 815 197 habitants en 2011. Les estimations de 2024 sont de 10 397 193 habitants selon l'office grec de la statistique.
La Grèce présentait un accroissement de 42 500 (0,38 %) habitants entre 2010 et 2011, dont 2 500 dus au solde naturel, le reste provenant de l'immigration. Le taux de fécondité est l'un des plus bas d'Europe (1,28), et le pays serait l'objet d'une dépopulation rapide si une immigration soutenue ne générait un accroissement fort sensible depuis la fin des années 1980.
Toutefois la population baisse (données Eurostat ). Frappés par un chômage de masse, de nombreux jeunes grecs quittent le pays,.

## Évolution de la population

### De 1812 à 1951
| Année | Superficie en km2 | Population |
| ----- | ----------------- | ---------- |
| 1812  |                   | 940 000    |
| 1840  | 47 516            | 850 000    |
| 1853  | 47 516            | 1 040 000  |
| 1870  | 50 211            | 1 460 000  |
| 1889  | 63 606            | 2 190 000  |
| 1907  | 63 211            | 2 630 000  |
| 1920  | 127 000           | 5 020 000  |
| 1940  | 127 000           | 7 340 000  |
| 1951  | 131 957           | 7 606 215  |

Lors de son indépendance en 1830, le pays comptait moins d'un million d'habitants, répartis sur un territoire nettement moins important que celui d'aujourd'hui. Tout au long du XIXe siècle et jusqu’à la Première Guerre mondiale, la taille de la Grèce s'accrut considérablement, ce qui provoqua en partie la hausse de son nombre d'habitants. Les données démographiques suivantes doivent donc être mentionnées avec les superficies correspondantes.

### De 1960 à 2015
| Année | Population (au 1er janvier) | Naissances | Taux de natalité (‰) | Taux de fécondité (enfants par femme) | Décès   | Taux de mortalité (‰) | Taux de variation naturelle (‰) | Solde migratoire | Croissance démographique (‰) |
| ----- | --------------------------- | ---------- | -------------------- | ------------------------------------- | ------- | --------------------- | ------------------------------- | ---------------- | ---------------------------- |
| 1960  | 8 300 399                   | 157 239    | 18,9                 |                                       | 60 563  | 7,3                   | 11,6                            | −34 025          | 7,5                          |
| 1965  | 8 525 024                   | 151 565    | 17,7                 |                                       | 67 269  | 7,9                   | 9,9                             | −33 678          | 5,9                          |
| 1970  | 8 780 514                   | 144 986    | 16,5                 |                                       | 74 009  | 8,4                   | 8,1                             | −46 393          | 2,8                          |
| 1975  | 8 986 153                   | 142 295    | 15,7                 |                                       | 80 077  | 8,9                   | 6,9                             | 58 557           | 13,4                         |
| 1980  | 9 584 184                   | 148 147    | 15,4                 |                                       | 87 282  | 9,1                   | 6,3                             | 55 777           | 12,1                         |
| 1985  | 9 919 500                   | 116 495    | 11,7                 |                                       | 92 886  | 9,4                   | 2,4                             | 5 991            | 3,0                          |
| 1990  | 10 120 892                  | 102 251    | 10,0                 | 1,39                                  | 94 152  | 9,2                   | 0,8                             | 143 700          | 14,9                         |
| 1995  | 10 535 973                  | 101 495    | 9,6                  | 1,28                                  | 100 158 | 9,5                   | 0,1                             | 51 022           | 5,0                          |
| 2000  | 10 775 627                  | 103 267    | 9,6                  | 1,25                                  | 105 219 | 9,7                   | - 0,2                           | 62 314           | 5,6                          |
| 2005  | 10 969 912                  | 107 545    | 9,8                  | 1,34                                  | 105 091 | 9,6                   | 0,2                             | 32 350           | 3,2                          |
| 2010  | 11 119 289                  | 114 766    | 10,3                 | 1,48                                  | 109 084 | 9,8                   | 0,5                             | −1 579           | 0,4                          |
| 2015  | 10 858 018                  | 91 847     | 8,5                  | 1,33                                  | 121 212 | 11,2                  | - 2,7                           | −44 905          | - 6,9                        |

Évolution démographique

Entre 1950 et 1975, les taux de natalité et de fécondité étaient suffisants pour alimenter une croissance régulière de la population ainsi qu'un flux assez important d'émigration, principalement à destination de l'Europe occidentale, des deux Amériques et de l'Australie. Mais dès 1975, la fécondité des femmes grecques se mit à baisser et atteignit le seuil de non-renouvellement en 1982, suivant avec un léger retard un mouvement de fond atteignant progressivement tous les pays européens. Rappelons que ce seuil fut atteint en Allemagne d'abord, dès 1970, en France en 1975, en Italie en 1977 et en Espagne en 1981. Depuis lors, la fécondité de la Grèce a connu une plongée quasi linéaire et continue, pendant deux décennies pour atteindre un plus bas de 1,25 en 2001. Le nombre de naissances a donc beaucoup chuté lors des années 1980 et 1990, si bien que dès 1996, on pouvait observer certaines années un solde naturel négatif de la population grecque. Les années 2003-2005 semblent montrer une très légère reprise de la fécondité, mais il est trop tôt pour savoir si elle sera durable. Quant à l'immigration, importante depuis 1975 et surtout dans les années 1990, elle semble n'avoir aucun effet sur la tendance de fond.

### Projection démographique
| Année | Population |
| ----- | ---------- |
| 2020  | 10 560 467 |
| 2030  | 9 944 658  |
| 2040  | 9 419 973  |
| 2050  | 8 918 545  |
| 2060  | 8 294 677  |
| 2070  | 7 685 925  |
| 2080  | 7 264 686  |

## Nationalité grecque
Le code de la nationalité est fondé essentiellement sur le droit du sang : est Grec quelqu'un né au moins d'un parent grec ou d’un grand-parent grec né en Grèce. Pour les non-Grecs d’origine, l’obtention de la nationalité grecque est, comme celle de la plupart des pays de l’Union européenne, longue, coûteuse et soumise à une série de conditions. Toutefois, le droit du sol existe aussi : à une exception près, liée au traité de Lausanne (1923) (voir plus bas), le code grec de la nationalité, à l’instar du code français par exemple, ne reconnaît pas l’origine ethnique des citoyens, et les minorités linguistiques telles que les Arvanites ou les Valaques sont considérées comme membres de droit de l’« helleniki ethniki koinonia », la nation grecque moderne.
La « loi du retour » offre aux ressortissants d’origine grecque (ομογενείς – homogeneis) de tous pays, la possibilité de s’installer en Grèce comme citoyens grecs, moyennant un examen de langue (grec moderne) et d’histoire. Ainsi, les immigrés d’origine grecque provenant du pourtour de la Mer Noire (Pontiques) et d'Albanie où existe historiquement une région ethniquement grecque (l’Épire du nord), peuvent résider en Grèce, munis d'un visa de rapatriement au lieu d'un permis de séjour, et sont dispensés de l’obligation d'avoir un permis de travail. Ils bénéficient d’une procédure simplifiée d'acquisition de la nationalité. En outre, une loi votée en 1991 accorde à certains immigrés d’origine grecque un statut légal privilégié : il s’agit des exilés politiques de la guerre civile (fin des années 1940), des Grecs déchus de leur nationalité pendant la dictature (1967-74), et des Grecs émigrés qui avaient perdu leur nationalité pendant le séjour à l’étranger à la suite des lois sur la nationalité en vigueur dans leurs pays d’accueil. 
L’installation dans certaines régions du pays (le long des frontières et dans certaines îles) peut être interdite aux étrangers, mais pas aux immigrés d’origine grecque. 

### Conditions à l'acquisition de la nationalité
- Faire la demande dans la commune de résidence, en présence du maire et de deux témoins grecs. Cependant l'étranger d'origine grecque résidant à l'étranger se contente de déposer sa demande auprès de l'autorité consulaire du lieu de résidence qui fera suivre.
- Être adulte au moment de la demande.
- Ne pas avoir été condamné pour une série de crimes définis par le code ou pour tout autre crime, à un an ou plus d'emprisonnement.
- Avoir légalement résidé en Grèce pendant dix ans (délai abaissé à cinq ans pour les apatrides et les réfugiés), sur les douze années précédant la demande.
- Avoir une connaissance suffisante du grec et, pour les étrangers qui ne sont pas ethniquement d'origine grecque, de l'histoire et de la civilisation grecques.
- Payer une taxe se montant à 1 470 euros en 2004.

Le mariage n'entraîne pas l'acquisition de la nationalité : le conjoint étranger devra suivre la procédure standard. Toutefois aucun délai de résidence n'est imposé dans ce cas.

### Nombre de naturalisations
Aucune statistique précise n'est disponible. On a calculé que de 1980 à 1995, il y a eu annuellement plus ou moins 10 naturalisations pour mille demandes, la plupart étant des réintégrations de Grecs de la diaspora ayant perdu leur nationalité. C'est du même ordre de grandeur qu'en Italie, France ou Espagne. On dispose aussi des chiffres suivants fournis par le ministère de l'Intérieur grec :
| Année    | 1990  | 1991 | 1992  | 1993  | 1994 | 1995  | 1996  | 1997  | 1998  | 1999  | 2000  | 2001  | 2002  | 2003  | 2004  | 2005  |
| -------- | ----- | ---- | ----- | ----- | ---- | ----- | ----- | ----- | ----- | ----- | ----- | ----- | ----- | ----- | ----- | ----- |
| Effectif | 1 100 | 900  | 1 200 | 1 800 | 300  | 3 700 | 1 400 | 2 300 | 2 500 | 2 000 | 1 000 | 2 100 | 2 100 | 1 900 | 1 400 | 1 500 |

## Migration
| Pays d'origine | 2015   | 2016   | 2018   |
| -------------- | ------ | ------ | ------ |
| Total          | 12 837 | 32 819 | 27 857 |
| Albanie        | 10 665 | 28 251 | 24 203 |
| Ukraine        | 188    | 504    | 388    |
| Russie         | 289    | 386    | 353    |
| Géorgie        | 189    | 331    | 300    |
| Roumanie       | 136    | 234    | 291    |
| Autres pays    | 1370   | 3 113  | 2 322  |

| Population par nationalité       | 2011       | 2021       |
| -------------------------------- | ---------- | ---------- |
| Population totale                | 10 816 286 | 10 482 487 |
| Grèce                            | 9 903 268  | 9 716 889  |
| Population totale étrangère      | 911 929    | 765 598    |
| Albanie                          | 480 824    | 374 926    |
| Bulgarie                         | 75 917     | 35 444     |
| Pakistan                         | 34 177     | 35 309     |
| Roumanie                         | 46 523     | 28 250     |
| Géorgie                          | 27 400     | 26 083     |
| Bangladesh                       | 11 076     | 17 189     |
| Ukraine                          | 17 006     | 16 408     |
| Afghanistan                      | 6 911      | 15 457     |
| Royaume-Uni                      | 15 386     | 13 517     |
| Russie                           | 13 807     | 13 415     |
| Égypte                           | 10 455     | 12 453     |
| Inde                             | 11 333     | 12 385     |
| Chypre                           | 14 446     | 12 362     |
| Syrie                            | 7 628      | 10 785     |
| Philippines                      | 9 804      | 10 585     |
| Pologne                          | 14 145     | 8 940      |
| Allemagne                        | 10 778     | 8 300      |
| Moldavie                         | 10 391     | 7 457      |
| Chine                            | 3 857      | 7 240      |
| Arménie                          | 8 113      | 6 369      |
| Italie                           | 5 008      | 5 868      |
| Turquie                          | 5 158      | 5 603      |
| Irak                             | 3 692      | 5 239      |
| États-Unis                       | 5 773      | 4 224      |
| France                           | 4 238      | 4 165      |
| Nigeria                          | 3 285      | 3 599      |
| Serbie                           | 3 562      | 3 121      |
| Iran                             | 1 569      | 2 960      |
| Pays-Bas                         | 2 640      | 2 340      |
| République du Congo              | 320        | 1 916      |
| République démocratique du Congo |            | 1 669      |
| Maroc                            | 1 910      | 1 595      |
| Somalie                          | 863        | 1 528      |
| Éthiopie                         | 1 606      | 1 451      |
| Australie                        | 1 894      | 1 377      |
| Tunisie                          | 631        | 1 370      |
| Biélorussie                      | 953        | 1 326      |
| Belgique                         | 1 196      | 1 296      |
| Canada                           | 1 475      | 1 296      |
| Kazakhstan                       | 1 289      | 1 280      |
| Macédoine du Nord                | 1 534      | 1 142      |
| Espagne                          | 982        | 1 133      |
| Suède                            | 1 199      | 1 113      |
| Autriche                         | 1 268      | 1 054      |
| Palestine                        |            | 1 051      |
| Liban                            | 876        | 1 024      |

| Nationalité     | 2009    | 2011    | 2013    | 2015    | 2016    |
| --------------- | ------- | ------- | ------- | ------- | ------- |
| Total étrangers | 733.600 | 810.000 | 768.100 | 706.700 | 686.400 |
| Albanie         | 413.900 | 485.000 | 471.500 | 436.900 | 369.100 |
| Bulgarie        | 40.200  | 48.400  | 38.400  | 43.300  | 31.100  |
| Roumanie        | 29.500  | 33.300  | 38.500  | 28.800  | 23.800  |
| Géorgie         | 33.600  | 32.800  | 23.500  | 19.400  | 16.200  |
| Pakistan        | 18.000  | 21.200  | 24.500  | 19.000  | 12.000  |
| Russie          | 16.700  | 14.100  | 15.100  | 10.900  | 11.800  |
| Ukraine         | 12.000  | 12.200  | 10.700  | 8.100   | 11.000  |
| Turquie         | 5.400   | 5.600   | 0.200   | 2.900   | 10.500  |
| Pologne         | 18.900  | 10.200  | 11.300  | 20.300  | 9.300   |
| Chypre          | 14.200  | 9.900   | 11.200  | 10.400  | 9.000   |
| Bangladesh      | 14.100  | 14.600  | 7.500   | 8.400   | 7.300   |
| Allemagne       | 8.100   | 9.600   | 5.200   | 4.600   | 7.000   |
| Inde            | 5.000   | 8.000   | 5.400   | 4.500   | 6.400   |
| Royaume-Uni     | 7.500   | 7.300   | 9.500   | 12.000  | 5.900   |
| Égypte          | 12.600  | 9.500   | 10.400  | 4.700   | 4.700   |
| Autres pays     | 83.900  | 88.400  | 85.100  | 72.500  | 151.100 |

|                                   | 2010    | 2014    | 2017    |
| --------------------------------- | ------- | ------- | ------- |
| Total des habitants nés étrangers | 828 400 | 727 500 | 648 465 |
| Albanie                           | 384 600 | 337 700 | 312 677 |
| Géorgie                           | 62 600  | 45 100  | 43 272  |
| Russie                            | 55 700  | 43 000  | 35 344  |
| Bulgarie                          | 45 700  | 40 900  | 30 956  |
| Allemagne                         | 29 300  | 25 700  | 26 671  |
| Roumanie                          | 32 400  | 27 200  | 22 150  |
| Ukraine                           | 13 300  | 10 700  | 16 603  |
| Pakistan                          | 20 100  | 18 000  | 16 492  |
| Arménie                           |         |         | 11 394  |
| Pologne                           | 10 800  | 16 600  | 10 769  |
| Chypre                            | 10 200  | 10 900  | 9 779   |
| Turquie                           | 9 500   | 12 500  | 9 425   |
| États-Unis                        |         |         | 8 745   |
| Égypte                            | 10 200  | 9 800   | 7 652   |
| Moldavie                          |         |         | 6 350   |
| Syrie                             | 7 500   | 8 300   | 6 045   |

| Pays                             | 2015      | 2017      | 2019      | 2020      |
| -------------------------------- | --------- | --------- | --------- | --------- |
| Population immigrée totale       | 1 242 514 | 1 220 395 | 1 211 382 | 1 340 456 |
| Albanie                          | 437 356   | 429 428   | 426 449   | 446 614   |
| Allemagne                        | 114 343   | 112 270   | 111 442   | 116 644   |
| Géorgie                          | 83 388    | 81 876    | 81 272    | 85 065    |
| Bulgarie                         | 72 893    | 71 571    | 71 043    | 74 359    |
| Russie                           | 54 192    | 53 209    | 52 816    | 55 281    |
| Roumanie                         | 46 193    | 45 355    | 45 020    | 47 120    |
| Afghanistan                      | 6 331     | 6 216     | 11 673    | 45 293    |
| Syrie                            | 7 044     | 6 916     | 23 319    | 42 861    |
| Turquie                          | 33 489    | 32 881    | 32 638    | 34 081    |
| Égypte                           | 28 267    | 27 754    | 27 549    | 28 834    |
| Kazakhstan                       | 26 982    | 26 492    | 26 296    | 27 523    |
| États-Unis                       | 22 839    | 22 939    | 22 259    | 23 297    |
| Chypre                           | 21 607    | 21 215    | 21 057    | 22 039    |
| Australie                        | 20 224    | 19 857    | 19 710    | 20 630    |
| Ukraine                          | 19 457    | 19 104    | 18 962    | 19 846    |
| Royaume-Uni                      | 17 679    | 17 358    | 17 230    | 18 033    |
| Irak                             | 3 651     | 3 584     | 9 909     | 16 897    |
| Pologne                          | 15 664    | 15 380    | 15 264    | 15 975    |
| Arménie                          | 14 287    | 14 028    | 13 923    | 14 571    |
| Canada                           | 12 611    | 12 382    | 12 289    | 12 862    |
| Inde                             | 10 152    | 9 967     | 9 893     | 10 353    |
| Moldavie                         | 10 049    | 9 866     | 9 792     | 10 248    |
| Pakistan                         | 31 295    | 30 727    | 8 431     | 8 823     |
| Philippines                      | 8 470     | 8 316     | 8 254     | 8 638     |
| Ouzbékistan                      | 8 208     | 8 059     | 8 083     | 8 459     |
| Afrique du Sud                   | 6 910     | 6 784     | 6 732     | 7 045     |
| France                           | 6 695     | 6 573     | 6 523     | 6 826     |
| Italie                           | 6 303     | 6 188     | 6 141     | 6 426     |
| Suède                            | 5 419     | 5 320     | 5 281     | 5 526     |
| Belgique                         | 5 124     | 5 031     | 4 992     | 5 225     |
| République démocratique du Congo |           |           | 1 101     | 4 772     |
| Iran                             | 1 905     | 1 870     | 2 199     | 4 684     |
| République tchèque               | 4 430     | 4 349     | 4 316     | 4 516     |
| Serbie                           | 4 382     | 4 302     | 4 269     | 4 467     |
| Palestine                        |           |           | 1 228     | 4 286     |
| Pays-Bas                         | 3 746     | 3 678     | 3 649     | 3 819     |
| Somalie                          |           |           |           | 3 788     |
| Suisse                           | 3 698     | 3 630     | 3 602     | 3 769     |
| Chine                            | 3 396     | 3 334     | 3 308     | 3 462     |
| Nigeria                          | 2 857     | 2 805     | 2 784     | 2 914     |
| Bangladesh                       | 9 812     | 9 634     | 1 862     | 2 851     |
| Éthiopie                         | 2 420     | 2 376     | 2 357     | 2 466     |
| Autriche                         | 2 253     | 2 212     | 2 194     | 2 295     |
| Brésil                           | 2 216     | 2 175     | 2 159     | 2 258     |
| Macédoine du Nord                | 2 169     | 2 129     | 2 113     | 2 210     |
| Maroc                            | 2 076     | 2 038     | 2 021     | 2 114     |
| Liban                            | 2 052     | 2 014     | 1 999     | 2 092     |
| Soudan                           | 1 855     | 1 821     | 1 806     | 1 889     |
| Hongrie                          | 1 728     | 1 696     | 1 683     | 1 761     |
| Cameroun                         |           |           |           | 1 545     |
| Biélorussie                      | 1 457     | 1 430     | 1 419     | 1 485     |
| République du Congo              | 1 414     | 1 388     | 1 377     | 1 441     |
| Érythrée                         |           |           | 1 055     | 1 333     |
| Espagne                          | 1 181     | 1 159     | 1 149     | 1 202     |
| Qatar                            | 1 103     | 1 083     | 1 074     | 1 123     |
| Venezuela                        |           |           |           | 1 046     |

Lien chiffres 2017 : http://www.un.org/en/development/desa/population/migration/data/estimates2/estimates17.shtml
Lien chiffres 2020 : https://www.un.org/development/desa/pd/content/international-migrant-stock

## Minorités ethniques

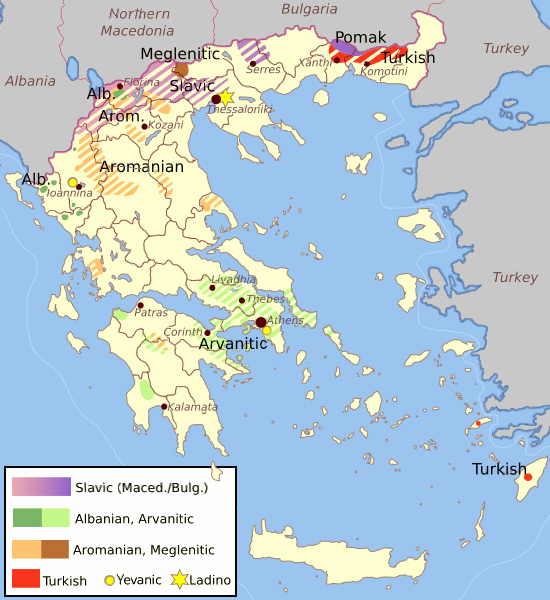
Principales minorités linguistiques en Grèce

Le code grec de la nationalité ne prend pas en compte l’origine ethnique des citoyens et considère, comme en France, qu’il n’existe qu’une seule et indivisible « Έλληνική εθνικί κοινωνία - helleniki ethniki koinonia » : la nation grecque moderne. Seules en sont exclues, en raison et en application du Traité de Lausanne (1923), les populations musulmanes de Thrace occidentale, considérées selon ce traité comme turques quelles que soient leurs langues et origines. Il est donc difficile de chiffrer l’effectif des minorités ethniques de Grèce, car aucun recensement linguistique n’a été fait depuis 1951. L’on admet cependant la présence dans le pays de quatorze minorités parlant cinq langues autres que le grec (albanais, arménien, roman balkanique, slave balkanique et turc) :
1. Arméniens (20 000 personnes, éparpillés sur tout le territoire) locuteurs de l'arménien ;
2. Aroumains (dits « Valaques », autour de 150 000 personnes en Épire et Macédoine grecque), locuteurs de l'aroumain ;
3. Arvanites (d'origine albanaise, initialement locuteurs de l'albanais tosque et orthodoxes, nombreux en Épire et en Grèce centrale) : leur nombre est impossible à évaluer, la plupart étant passés au grec ;
4. Avdétis (juifs passés à l’islam, entre 1 000 et 2 000 personnes, à Ioannina, Thessalonique et Alexandroúpoli), locuteurs du turc et assimilées aux Turcs par le traité de Lausanne ;
5. Bulgares orthodoxes (autour de 10 000 personnes en Thrace orientale), locuteurs du bulgare ;
6. Bulgares musulmans (dits « Pomaques », autour de 12 000 personnes en Macédoine orientale et en Thrace grecque), initialement locuteurs du bulgare, mais de plus en plus passent au turc en raison de l'enseignement turc conforme au traité de Lausanne qui considère comme Turcs tous les musulmans de nationalité grecque[27];
7. Slaves orthodoxes de Macédoine (autour de 15 000 personnes en Macédoine grecque), locuteurs du macédoslave, proche du bulgare, parfois appelés « Gréco-Macédoniens » (dénomination prêtant à confusion avec les habitants d'origine hellénique de la Macédoine grecque)[28];
8. Slaves musulmans de Macédoine (dits « Torbèches », autour de 3 000 personnes en Macédoine grecque), locuteurs du macédoslave mais assimilées aux Turcs par le traité de Lausanne[27];
9. Moglénites (moins de 2 000 personnes) : Valaques musulmans, initialement locuteurs du mégléno-roumain mais pour la plupart passés au turc en raison de l'enseignement turc conforme au traité de Lausanne ;
10. Romaniotes (juifs grecs, entre 2 000 et 5 000 personnes, à Athènes, Ioannina, Patras et Thessalonique), locuteurs du yévanique passés au grec ;
11. Séfarades (juifs saloniciens, principale communauté avant la Shoah, moins de 2 000 personnes au XXIe siècle à Athènes et Thessalonique), locuteurs du ladino passés au grec ;
12. Roms (dits « Tsiganes », 140 000 personnes, réparties sur tout le continent) ; locuteurs du Romani, les Roms sont considérés comme Grecs s'ils sont orthodoxes, et comme Turcs s'ils sont musulmans[27];
13. Tsámides (Τσάμηδες : environ 6 000 personnes, en Épire, d'origine albanaise et musulmans) ; le terme de Tsámides désigne les albanophones musulmans devenus citoyens grecs en 1913 et leur descendance (ce qui les distingue des immigrants albanais récents, nommés simplement Albanais : Aλβανοί) ; tous sont locuteurs de l'albanais, mais le tosque domine parmi les Tsámides, tandis que le guègue domine parmi les autres albanophones ;
14. Turcs (100 000 personnes en Thrace occidentale) locutrices du turc comme langue maternelle (mais 140 000 avec les musulmans avdétis, bulgarophones, moglénites, roms et tsámides, considérés comme « Turcs » selon le Traité de Lausanne)[27].

On constate une baisse importante du nombre des romanophones et des slavophones orthodoxes, qui délaissent leur langue pour le grec, se reconnaissent pour la plupart dans l’« helleniki ethniki koinonia », et évitent toute revendication particulière pour ne pas être accusés de « séparatisme » (d’autant qu’ils ont été instrumentalisés pendant l’Occupation, durant la Seconde Guerre mondiale, par l’Italie et la Bulgarie fascistes, alors membres de l’« Axe », puis pendant la Guerre civile grecque (1946-49) par des communistes tels Dimitri Vlahov qui leur ont promis des « régions autonomes » sur le modèle soviétique). Il est de ce fait difficile d’estimer le nombre réel des « Valaques » (probablement autour de 150 000, bien que leurs sites en revendiquent le double) et des slavophones orthodoxes (Macédoniens ou Bulgares, dont le nombre atteint probablement entre 10 000 et 30 000 locuteurs, en comptant les hellénophones ayant une certaine connaissance de la langue slave macédonienne).
Quoi qu’il en soit, l’estimation moyenne québécoise de 2004 dénombrait au moins 700 000 personnes faisant partie de minorités ethno-linguistiques en Grèce. Si on additionne les 800 000 étrangers recensés en 2001, on doit admettre qu’un million et demi d’habitants du pays sur un peu plus de 11,4 millions, soit 13 %, ne font pas partie de l’ethnie grecque « de souche » qui représente 87 %. 
À ces douze minorités on peut ajouter plusieurs dizaines de milliers de Grecs « de souche hellénique », locuteurs de langues helléniques autres que le grec moderne : les Tsakones du Péloponnèse (parlant un dialecte à traits doriens), les Pontiques parlant le grec pontique (Ποντιακά, Ρωμαίικα) et des Micrasiates parlant cappadocien (Καππαδοκική γλώσσα).

## Sources
1. ↑  Indicateurs du World-Factbook publié par la CIA.
2. ↑  Le taux de variation de la population 2018 correspond à la somme du solde naturel 2018 et du solde migratoire 2018 divisée par la population au 1er janvier 2018.
3. ↑  Indicateurs du World-Factbook publié par la CIA.
4. ↑  L'indicateur conjoncturel de fécondité (ICF) pour 2018 est la somme des taux de fécondité par âge observés en 2018. Cet indicateur peut être interprété comme le nombre moyen d'enfants qu'aurait une génération fictive de femmes qui connaîtrait, tout au long de leur vie féconde, les taux de fécondité par âge observés en 2018. Il est exprimé en nombre d’enfants par femme. C’est un indicateur synthétique des taux de fécondité par âge de 2018.
5. ↑  Indicateurs du World-Factbook publié par la CIA.
6. ↑   Le taux de natalité 2018 est le rapport du nombre de naissances vivantes en 2018 à la population totale moyenne de 2018.
7. ↑  Indicateurs du World-Factbook publié par la CIA.
8. ↑   Le taux de mortalité 2018 est le rapport du nombre de décès, au cours de 2018, à la population moyenne de 2018.
9. ↑  Indicateurs du World-Factbook publié par la CIA.
10. ↑  Le taux de mortalité infantile est le rapport entre le nombre d'enfants décédés à moins d'un an et l'ensemble des enfants nés vivants.
11. ↑  L'espérance de vie à la naissance en 2018 est égale à la durée de vie moyenne d'une génération fictive qui connaîtrait tout au long de son existence les conditions de mortalité par âge de 2018. C'est un indicateur synthétique des taux de mortalité par âge de 2018.
12. ↑  L'âge médian est l'âge qui divise la population en deux groupes numériquement égaux, la moitié est plus jeune et l'autre moitié est plus âgée.
13. ↑  « Autorité statistique hellénique (Elstat) »(Archive.org • Wikiwix • Archive.is • Google • Que faire ?), sur statistics.gr.
14. ↑  (en) « Eurostat - Tables, Graphs and Maps Interface (TGM) table »(Archive.org • Wikiwix • Archive.is • Google • Que faire ?), sur epp.eurostat.ec.europa.eu.
15. ↑  Guillaume Guichard, « L'exode discret et inexorable de la jeunesse grecque », sur lefigaro.fr, 12 octobre 2011.
16. ↑  « La jeunesse grecque: l'exil d'une génération à défaut d'espoir », sur Apache, 25 septembre 2012.
17. ↑  « Évolution de la population - Bilan démographique et taux bruts au niveau national », sur appsso.eurostat.ec.europa.eu (consulté le 21 novembre 2017).
18. ↑  « Indicateur conjoncturel de fécondité »(Archive.org • Wikiwix • Archive.is • Google • Que faire ?), sur ec.europa.eu (consulté le 21 novembre 2017).
19. ↑  (en) « Population Projections Data »(Archive.org • Wikiwix • Archive.is • Google • Que faire ?), sur ec.europa.eu (consulté le 1er décembre 2017).
20. ↑  « Population au 1er Janvier par âge, sexe et type de projection », sur appsso.eurostat.ec.europa.eu (consulté le 21 novembre 2017).
21. ↑  (he) ΓΕΝΙΚΑ ΣΤΟΙΧΕΙΑ ΔΙΑΣΠΟΡΑΣ, ggae.gr.
22. ↑  « Annexe statistique / Perspectives des migrations internationales 2020 / OECD iLibrary », sur oecd-ilibrary.org (consulté le 10 mai 2021).
23. 1 2  http://www.statistics.gr/portal/page/portal/ESYE/BUCKET/General/nws_SAM01_EN.PDF
24. ↑  <https://www.statistics.gr/en/2021-census-res-pop-results
25. ↑  ttps://stats.oecd.org/viewhtml.aspx?datasetcode=MIG&lang=en#
26. ↑  (en) « World Migration »(Archive.org • Wikiwix • Archive.is • Google • Que faire ?), sur iom.int, 15 janvier 2015.
27. 1 2 3 4  Source:
28. ↑  LECLERC, Jacques. "Grèce" dans L’aménagement linguistique dans le monde, Québec, TLFQ, Université Laval, 13 février 2006 - consulté le 5 avril 2007
29. ↑  Sites d'associations « Valaques » :  ou
30. 1 2  « Grèce »(Archive.org • Wikiwix • Archive.is • Google • Que faire ?), sur tlfq.ulaval.ca.